# Posušje
Posušje es un municipio y localidad de Bosnia y Herzegovina. Se encuentra en el cantón de Herzegovina Occidental, dentro del territorio de la Federación de Bosnia y Herzegovina. La capital del municipio de Posušje es la localidad homónima.

## Localidades
El municipio de Posušje se encuentra subdividido en las siguientes localidades:
- Bare.
- Batin.
- Broćanac.
- Čitluk.
- Gradac.
- Konjsko.
- Osoje.
- Podbila.
- Poklečani.
- Posušje.
- Rastovača.
- Sutina.
- Tribistovo.
- Vinjani.
- Vir.
- Vrpolje.
- Vučipolje.
- Zagorje.
- Zavelim.

## Demografía
En el año 2009 la población del municipio de Posušje era de 16 049 habitantes. La superficie del municipio es de 461.1 kilómetros cuadrados, con lo que la densidad de población era de 35 habitantes por kilómetro cuadrado.